# گابریل باریلی
گابریل باریلی (آلمانی: Gabriel Barylli؛ زادهٔ ۳۱ مهٔ ۱۹۵۷) کارگردان فیلم و بازیگر اهل اتریش است.
از فیلم‌ها یا مجموعه‌های تلویزیونی که وی در آن‌ها نقش داشته‌است، می‌توان به آوگوست استریندبری: یک عمر و با اشک‌های گرمم اشاره نمود.
وی همچنین برندهٔ جوایزی همچون نشان اتریش برای علم و هنر شده‌است.